# Chrono Champenois
La Chrono Champenois è una cronometro maschile e femminile di ciclismo su strada che si svolge ogni settembre a Bétheny, nel dipartimento della Marna, in Francia. La prova femminile fa parte del calendario internazionale UCI, quella maschile dal 2005 è inserita nel circuito UCI Europe Tour come evento di classe 1.2 (fino al 2004 era riservata ai dilettanti).

## Albo d'oro

### Maschile
Aggiornato all'edizione 2019.
| Anno | Vincitore               | Secondo                 | Terzo                   |
| ---- | ----------------------- | ----------------------- | ----------------------- |
| 1998 | László Bodrogi          | Frédéric Finot          | Stéphane Celle          |
| 1999 | Linas Balciunas         | David Derepas           | Peter Schep             |
| 2000 | non disputata           | non disputata           | non disputata           |
| 2001 | Steve Fogen             | Guillaume Canet         | Zavier Pache            |
| 2002 | Tomas Vaitkus           | Olivier Kaisen          | Francesco Rivera        |
| 2003 | Émilien-Benoît Bergès   | Romain Genter           | Dominique Rollin        |
| 2004 | Andrėj Kunicki          | Florian Morizot         | Jeff Sherstobitoff      |
| 2005 | Mathieu Heijboer        | Stef Clement            | Alberto Kunz            |
| 2006 | Matti Helminen          | Aleksandr Bespalov      | Peter Latham            |
| 2007 | Cameron Wurf            | Mateusz Taciak          | Michael Tronborg        |
| 2008 | Adriano Malori          | Andreas Henig           | Matti Helminen          |
| 2009 | Adriano Malori          | Westley Gough           | David McCann            |
| 2010 | Rasmus Christian Quaade | Matti Helminen          | Luke Durbridge          |
| 2011 | Luke Durbridge          | Rasmus Christian Quaade | Anton Vorob'ёv          |
| 2012 | Rohan Dennis            | Sergej Černeckij        | Rasmus Christian Quaade |
| 2013 | Campbell Flakemore      | Damien Howson           | Stefan Küng             |
| 2014 | Rasmus Christian Quaade | Reidar Borgersen        | Campbell Flakemore      |
| 2015 | Filippo Ganna           | Vegard Stake Laengen    | Davide Martinelli       |
| 2016 | Daniel Westmattelmann   | Reidar Borgersen        | Nathan Van Hooydonck    |
| 2017 | non disputata           | non disputata           | non disputata           |
| 2018 | Martin Toft Madsen      | Mikkel Bjerg            | Hamish Bond             |
| 2019 | Mikkel Bjerg            | Justin Wolf             | Martin Toft Madsen      |

### Femminile
Aggiornato all'edizione 2016.
| Anno | Vincitore              | Secondo                | Terzo                  |
| ---- | ---------------------- | ---------------------- | ---------------------- |
| 1989 | Nathalie Six           |                        |                        |
| 1990 | Nathalie Gendron       |                        |                        |
| 1991 | Nathalie Gendron       | Géraldine Queniart     | Françoise Leprod'homme |
| 1992 | Jeannie Longo          | Géraldine Queniart     | Cécile Odin            |
| 1993 | Svetlana Bubnenkova    | Valentina Pol'chanova  | Jeannie Longo          |
| 1994 | Svetlana Samochvalova  | Svetlana Bubnenkova    | Valentina Pol'chanova  |
| 1995 | Jeannie Longo          | Lotte Bak              | Sophie Swaertvaenger   |
| 1996 | Jeannie Longo          | Alessandra Cappellotto | Gabriella Pregnolato   |
| 1997 | Alessandra Cappellotto | Zul'fija Zabirova      | Kathy Watt             |
| 1998 | Zul'fija Zabirova      | Valentina Pol'chanova  | Imelda Chiappa         |
| 1999 | Jeannie Longo          | Valentina Pol'chanova  | Antonella Bellutti     |
| 2000 | Non disputata          | Non disputata          | Non disputata          |
| 2001 | Kirsty Nicol Robb      | Sara Carrigan          | Ol'ga Zabelinskaja     |
| 2002 | Zul'fija Zabirova      | Sara Carrigan          | Jeannie Longo          |
| 2003 | Hanka Kupfernagel      | Karin Thürig           | Zul'fija Zabirova      |
| 2004 | Karin Thürig           | Priska Doppmann        | Giovanna Troldi        |
| 2005 | Kathy Watt             | Jeannie Longo          | Wendy Houvenaghel      |
| 2006 | Karin Thürig           | Christiane Soeder      | Andrea Thürig          |
| 2007 | Karin Thürig           | Amber Neben            | Mirjam Melchers        |
| 2008 | Karin Thürig           | Loes Gunnewijk         | Amber Neben            |
| 2009 | Wendy Houvenaghel      | Julia Shaw             | Grace Verbeke          |
| 2010 | Anne Samplonius        | Judith Arndt           | Ol'ga Zabelinskaja     |
| 2011 | Judith Arndt           | Amber Neben            | Wendy Houvenaghel      |
| 2012 | Wendy Houvenaghel      | Carmen Small           | Ol'ga Zabelinskaja     |
| 2013 | Ellen van Dijk         | Carmen Small           | Shara Gillow           |
| 2013 | Ellen van Dijk         | Carmen Small           | Shara Gillow           |
| 2014 | Hanna Solovej          | Ellen van Dijk         | Katrin Garfoot         |
| 2015 | Ann-Sophie Duyck       | Tiffany Cromwell       | Hayley Simmonds        |
| 2016 | Katrin Garfoot         | Ol'ga Zabelinskaja     | Ellen van Dijk         |